# 赖平
赖平 (英語：Pinky Lai, 1951年3月20日—)是一位香港汽车设计师，曾经为福特汽车，宝马和保时捷设计。

## 生平
1951年出生于香港，父亲是太古船厂的工人，母亲是小学老师，还有两个妹妹。中學就讀於筲箕灣官立工業中學。1972年独立来到罗马求学，1978年毕业于罗马高等工业技术学校，之后获得全额奖学金入读皇家艺术学院，1980年毕业后进入德国福特汽车，之后去宝马和保时捷作汽车设计。2013年退休。